# NIPAL3
NIPAL3 (англ. NIPA like domain containing 3) – білок, який кодується однойменним геном, розташованим у людей на 1-й хромосомі. Довжина поліпептидного ланцюга білка становить 406 амінокислот, а молекулярна маса — 44 742.
| 10         |  | 20         |  | 30         |  | 40         |  | 50         |
| ---------- |  | ---------- |  | ---------- |  | ---------- |  | ---------- |
| MDGSHSAALK |  | LQQLPPTSSS |  | SAVSEASFSY |  | KENLIGALLA |  | IFGHLVVSIA |
| LNLQKYCHIR |  | LAGSKDPRAY |  | FKTKTWWLGL |  | FLMLLGELGV |  | FASYAFAPLS |
| LIVPLSAVSV |  | IASAIIGIIF |  | IKEKWKPKDF |  | LRRYVLSFVG |  | CGLAVVGTYL |
| LVTFAPNSHE |  | KMTGENVTRH |  | LVSWPFLLYM |  | LVEIILFCLL |  | LYFYKEKNAN |
| NIVVILLLVA |  | LLGSMTVVTV |  | KAVAGMLVLS |  | IQGNLQLDYP |  | IFYVMFVCMV |
| ATAVYQAAFL |  | SQASQMYDSS |  | LIASVGYILS |  | TTIAITAGAI |  | FYLDFIGEDV |
| LHICMFALGC |  | LIAFLGVFLI |  | TRNRKKPIPF |  | EPYISMDAMP |  | GMQNMHDKGM |
| TVQPELKASF |  | SYGALENNDN |  | ISEIYAPATL |  | PVMQEEHGSR |  | SASGVPYRVL |
| EHTKKE     |  |            |  |            |  |            |  |            |

A: Аланін

C: Цистеїн

D: Аспарагінова кислота

E: Глутамінова кислота

F: Фенілаланін

G: Гліцин

H: Гістидин

I: Ізолейцин

K: Лізин

L: Лейцин

M: Метіонін

N: Аспарагін

P: Пролін

Q: Глутамін

R: Аргінін

S: Серин

T: Треонін

V: Валін

W: Триптофан

Кодований геном білок за функцією належить до фосфопротеїнів. 
Задіяний у такому біологічному процесі, як альтернативний сплайсинг. 
Локалізований у мембрані.